# Петър Стоянов (опълченец от Зелениче)
Вижте пояснителната страница за други личности с името Петър Стоянов .
Петър Стоянов е български революционер, участник в Българското опълчение.

## Биография
Стоянов е роден в 1854 година в леринското село Зелениче, което тогава е в Османската империя. Участва като доброволец в Сръбско-турската война в бригадата на генерал Михаил Черняев. След края на войната заминава за Русия. След избухването на Руско-турската война е доброволец в Българското опълчение и на 27 април 1877 година е зачислен в I опълченска дружина, ІІ рота. Уволнен е като ефрейтор на 28 юни 1878 година.
След войната се заселва в Кюстендил, станал част от новосъздаденото Княжество България. Работи като кръчмар. Умира в Кюстендил на 16 юли 1913 година.